# Holger Pedersen (taalkundige)
Holger Pedersen [hʌlg̊ɐ ˈpʰeð̪ˀɐsn̩] (Gelballe, 7 april 1867 - Kopenhagen, 25 oktober 1953) was een Deens linguïst die belangrijke bijdragen heeft geleverd aan de taalwetenschap, en die zo'n 30 belangrijke werken heeft geschreven over verschillende talen.
Pedersen behaalde zijn doctoraat in 1897 aan de Universiteit van Kopenhagen, waar hij ook aanbleef als professor.
Keltisch taalkundigen zullen zijn naam het best kennen van zijn Vergleichende Grammatik der keltischen Sprachen, "Vergelijkende grammatica van de Keltische talen", die nog steeds wordt beschouwd als een leidende referentie op het gebied van Keltische historische taalkunde.
Twee van zijn theorieën kennen recent opnieuw een opleving, na verschillende decennia van verwaarlozing. Zij zijn best gekend als de Nostratische of Euraziatische theorie en de glottaaltheorie.

## Oorsprong van de glottaaltheorie
In een in 1951 gepubliceerd werk wees Pedersen erop dat de frequentie van de b in het Proto-Indo-Europees abnormaal laag is. Een vergelijking tussen taal wijst er echter op dat dit normaal zou zijn, indien het ooit het equivalent van de stemloze plosief p was geweest, die niet of haast niet voorkomt in veel talen.
Hij stelde ook dat de Indo-Europese stemhebbende aangeblazen bh dh gh beter begrepen konden worden als de stemloze aangeblazen ph th kh.
Volgens hem waren de drie series plosieven uit het Indo-Europees, p t k, bh dh gh en b d g in een vroegere fase b d g, ph th kh en (p) t k waren geweest, met de stemloze en stemhebbende aangeblazen medeklinkers omgewisseld.
Zijn theorie kreeg vrij weinig aandacht tot de Amerikaanse linguïst Paul Hopper (1973) en de twee Sovjet-Russische geleerden Thomas V. Gamkrelidze en Vjatsjeslav V. Ivanov in een reeks artikelen, die uitmondden in een belangrijk werk van Gamkrelidze en Ivanov, gepubliceerd in 1984, opperden dat de Indo-Europese b d g reeks oorspronkelijk eigenlijk een geglottaliseerde reeks p' t' k' was geweest. Onder deze vorm heeft de theorie veel aandacht gekregen, en de kans lijkt groot dat deze aandacht behouden blijft.

## Werken van Holger Pedersen, gebruikt in dit artikel
1903. "Türkische Lautgesetze," in Zeitschrift der Deutschen Morgenländischen Gesellschaft 57, 535-561.
1909-1913. Vergleichende Grammatik der keltischen Sprachen, 2 volumes. Göttingen: Vandenhoeck and Ruprecht.
1951. Die gemeinindoeuropäischen und die vorindoeuropäischen Verschlusslaute. Det Kongelige Danske Videnskabernes Selskab, Historisk-filologiske Meddelelser 32.5. Copenhagen.